# Ангелопулу-Даскалаки, Яна
Яна Ангелопулу-Даскалаки (греч. Γιάννα Αγγελοπούλου-Δασκαλάκη, 12 декабря 1955, Ираклион) — греческий политик. Названа журналом Форбс одной из самых влиятельных женщин 2004 года.

## Биография
Образование получила в университете Аристотеля в Салониках, по специальности — юрист. С конца 1980-х годов начала активно участвовать в политической жизни Афин: в 1986 году избрана в Совет муниципалитета Афины, в 1989—1990 годах она была депутатом Греческого парламента от партии Новая демократия. В 1990 году вышла замуж за миллиардера Теодороса Ангелопулоса, с того времени работала в сфере судостроительного бизнеса.
В 1996 году она была назначена главой Организационного комитета Олимпийских игр в Афинах 2004 года, её участие способствовало успешному проведению Игр, что подчеркнул президент Международного олимпийского комитета — Хуан Антонио Самаранч и его преемник Жак Рогге. Поэтому Яна Ангелопулу-Даскалаки приобрела большую популярность в Греции, в 1998 году она получила титул полномочного посла.